# Abdoulaye Bamba
Pour les articles homonymes, voir Bamba.
Abdoulaye Bamba, né le 25 avril 1990 à Abidjan en Côte d'Ivoire, est un footballeur international ivoirien qui évolue au poste d'arrière droit ou défenseur central à Angers SCO.

## Biographie
Formé en Italie, à la Juventus FC, l'Italo-ivoirien n'est jamais convoqué avec l'équipe évoluant en Serie A. Il s'engage à l'été 2010 pour un contrat de 2 ans avec le Dijon FCO avec lequel il termine troisième de Ligue 2 pour sa première saison avec les professionnels. Il apparait alors à 24 reprises (22 titularisations) en championnat et est l'une des belles surprises de l'effectif bourguignon. Son entraîneur, Patrice Carteron, ne manquant pas de souligner son adaptation rapide et ses progrès, qu'ils soient dans la récupération du ballon ou dans son apport offensif grâce à la qualité de ses centres. En Ligue 1, il dispute de nouveau 24 rencontres (pour 21 titularisations) et est pisté dès le mercato hivernal par Fulham. Au terme de la saison, le club est relégué en Ligue 2. En fin de contrat et un temps annoncé suivi par l'Olympique lyonnais, il fait le choix de prolonger, jusqu'en juin 2016, dans le club qui l'a révélé. 
Néanmoins, sa fidélité ne l'épargne pas de la concurrence et il se fait pousser sur le banc de touche par le franco sénégalais Pape Paye, au cours de la saison 2013-2014. Grâce à son investissement quotidien et à un état d'esprit exemplaire, il retrouve sa place de titulaire au cours de l'exercice 2014-2015, Olivier Dall'Oglio l'installant sur le flanc gauche de la défense. D'abord réticent à l'idée d'évoluer sur ce côté du terrain, il y réalise finalement sa saison la plus aboutie (33 titularisations), devenant un élément indispensable du club dans l'optique de la lutte pour la Ligue 1, son coéquipier Johan Gastien jugeant indispensable son apport offensif et le définissant comme un défenseur hargneux, très difficile à passer, à l'esprit de guerrier. Au terme de la saison 2015-2016, la promotion dans l'élite française est acquise mais Abdoulaye, en dépit d'une nouvelle belle saison (27 apparitions dont 26 titularisations en Ligue 2), est soumis à la concurrence d'Arnaud Souquet sur le flanc droit et de celle de Quentin Bernard sur le côté opposé. Il annonce par ailleurs à la mi-mai qu'il quittera, libre, le club et dispute ainsi son dernier match sous les couleurs dijonnaises le 13 mai 2016 lors de la réception de l'AC Ajaccio (victoire 2-0).
Ces belles années dijonnaises lui ouvrent les portes de la sélection ivoirienne, Michel Dussuyer lui offrant sa première cape le 20 mai 2016 en amical face à la Hongrie puis sa seconde, deux semaines plus tard, face au Gabon. Néanmoins, en dépit de ces expériences, il ne trouve pas de point de chute pour la reprise de la saison 2016-2017, seul le RC Strasbourg, promu en Ligue 2, exprimant un intérêt manifeste. Après s'être entretenu avec l'équipe réserve de la Juventus, il rejoint les rangs d'Angers SCO le 30 décembre 2016, palliant le forfait de Yoann Andreu, victime d'une rupture des ligaments croisés.

## Statistiques
Le tableau suivant récapitule les statistiques d'Abdoulaye Bamba durant sa carrière.
| Saison                | Club                  | Championnat           | Championnat | Championnat | Championnat | Coupe nationale | Coupe nationale | Coupe nationale | Coupe de la Ligue | Coupe de la Ligue | Coupe de la Ligue | Total | Total | Total |
| Saison                | Club                  | Division              | M.          | B.          | P.d.        | M.              | B.              | P.d.            | M.                | B.                | P.d.              | M.    | B.    | P.d.  |
| 2010-2011             | Dijon FCO             | Ligue 2               | 24          | 0           | 1           | 1               | 0               | 0               | -                 | -                 | -                 | 25    | 0     | 1     |
| 2011-2012             | Dijon FCO             | Ligue 1               | 24          | 0           | 0           | 2               | 0               | 0               | 2                 | 0                 | 0                 | 28    | 0     | 0     |
| 2012-2013             | Dijon FCO             | Ligue 2               | 26          | 0           | 1           | 1               | 0               | 0               | 2                 | 0                 | 0                 | 29    | 0     | 1     |
| 2013-2014             | Dijon FCO             | Ligue 2               | 16          | 1           | 3           | 4               | 0               | 0               | 1                 | 0                 | 0                 | 21    | 1     | 3     |
| 2014-2015             | Dijon FCO             | Ligue 2               | 33          | 0           | 1           | 2               | 0               | 0               | -                 | -                 | -                 | 35    | 0     | 1     |
| 2015-2016             | Dijon FCO             | Ligue 2               | 27          | 1           | 0           | 1               | 0               | 0               | 2                 | 0                 | 0                 | 30    | 1     | 0     |
| Sous-total            | Sous-total            | Sous-total            | 150         | 2           | 6           | 11              | 0               | 0               | 7                 | 0                 | 0                 | 168   | 2     | 6     |
| 2016-2017             | Angers SCO            | Ligue 1               | 8           | 0           | 2           | 4               | 0               | 0               | -                 | -                 | -                 | 12    | 0     | 2     |
| 2017-2018             | Angers SCO            | Ligue 1               | 18          | 0           | 0           | 1               | 0               | 0               | 2                 | 0                 | 0                 | 21    | 0     | 0     |
| 2018-2019             | Angers SCO            | Ligue 1               | 30          | 0           | 4           | -               | -               | -               | -                 | -                 | -                 | 30    | 0     | 4     |
| 2019-2020             | Angers SCO            | Ligue 1               | 8           | 0           | 0           | 1               | 0               | 1               | 1                 | 0                 | 0                 | 10    | 0     | 1     |
| 2020-2021             | Angers SCO            | Ligue 1               | 16          | 0           | 0           | 3               | 0               | 2               | -                 | -                 | -                 | 19    | 0     | 2     |
| 2021-2022             | Angers SCO            | Ligue 1               | 10          | 0           | 0           | 1               | 0               | 0               | -                 | -                 | -                 | 11    | 0     | 0     |
| 2022-2023             | Angers SCO            | Ligue 1               | 21          | 0           | 0           | 1               | 0               | 0               | -                 | -                 | -                 | 22    | 0     | 0     |
| 2023-2024             | Angers SCO            | Ligue 2               | 33          | 0           | 0           | 2               | 0               | 0               | -                 | -                 | -                 | 35    | 0     | 0     |
| 2024-2025             | Angers SCO            | Ligue 1               | 19          | 0           | 0           | 4               | 0               | 0               | -                 | -                 | -                 | 23    | 0     | 0     |
| Sous-total            | Sous-total            | Sous-total            | 163         | 0           | 6           | 17              | 0               | 0               | 3                 | 0                 | 0                 | 183   | 0     | 6     |
| Total sur la carrière | Total sur la carrière | Total sur la carrière | 313         | 2           | 12          | 28              | 0               | 0               | 10                | 0                 | 0                 | 351   | 2     | 12    |

## Palmarès
Il est vice-champion de Ligue 2 en 2024 avec Angers SCO.